# 库局乡
库局乡（藏語：ཁེ་ཆུ，威利转写：khe chu），是中华人民共和国西藏自治区山南市错那市下辖的一个乡镇级行政单位。

## 行政区划
库局乡下辖以下地区：
库局村和桑玉村。